# Halka
Halka (Halina) es una ópera con música de Stanisław Moniuszko y libreto en polaco escrito por Wlodzimierz Wolski, un joven poeta de Varsovia con puntos de vista sociales radicales. Se estrenó en Vilna el 1 de enero de 1848, en versión de dos actos. Forma parte del canon de óperas nacionales de Polonia. Se repuso en Vilna el 28 de febrero de 1854. Una versión en cuatro actos se interpretó en Varsovia el 1 de enero de 1858. La ópera posteriormente se produjo en los Estados Unidos, Canadá, México, Japón, Turquía, Rusia y Cuba.
Esta ópera se representa poco; en las estadísticas de Operabase aparece la n.º 159 de las óperas representadas en 2005-2010, siendo la 2.ª en Polonia y la segunda también de Moniuszko, con 19 representaciones en el período.
La acción se desarrolla en una aldea de los Cárpatos polacos, a mediados del siglo XVIII. 

## Grabaciones
- Halka: Tatiana Zacharczuk, Władimir Kuzmienko, Zbigniew Macias, Katarzyna Suska, Piotr Nowacki. Antoni Wicherek dir., Solistas, coro, ballet y orquesta del Gran Teatro nacional de la Ópera (Varsovia). DVD, 2h10m, ZPR Records, 1999
- Halka: Tatiana Borodina, Oleh Lykhach, Aleksandra Buczek, Mariusz Godlewski, Radosław Żukowski, Zbigniew Kryczka, Jacek Ryś, Rafał Majzner, Andrzej Kalinin, Rafał Majzner, Janusz Zawadzki. Ewa Michnik dir., Orquesta de la Ópera de Wrocław, coro y ballet. DVD, 2h16m, DUX Recording Producers/Metronome. 2007. Cat. no: DVD DUX 9538, Barcode: 5902547095387
- Halka: Barbara Zagórzanka, Wieslaw Ochman, Jerzy Ostapiuk, Ryszarda Racewicz, Andrzej Hiolski, Robert Satanowski (dir.). Orquesta y Coro de la Ópera Nacional Polaca del Teatro Wielki (Varsovia). Grabada el 14 de octubre de 1986, Classic Produktion Osnabrück.